# 江頭2:50
江頭2:50（えがしらにじごじゅっぷん、1965年〈昭和40年〉7月1日 - ）は、日本のお笑いタレント、YouTuber。1988年に大川興業からデビューし、2020年からばんぺいゆマネジメントに所属。本名、江頭 秀晴（えがしら ひではる）。愛称は、エガちゃん。佐賀県神埼郡出身。

## 来歴
佐賀県神埼郡千代田町（現：神埼市）に生まれ、父は酒屋「江頭酒店」を営んでいた。複雑な家庭環境で育っており、その詳細については雑誌『hon-nin』（太田出版）のインタビューでインタビュアーの吉田豪から「書ける訳がないです！」とさじを投げられた。小学生のころに剣道クラブに通い、クラブで加藤茶のギャグ「ちょっとだけよ〜」を真似て披露したことで笑いが起こる。これが「お笑い」への目覚めであると語っている。
1984年に佐賀県立神埼高等学校を卒業後、九州産業大学経済学部経済学科へ入学するも1週間で中退。その後は様々な職を転々としていたが芸人を目指して上京。『ビートたけしのオールナイトニッポン』を愛聴していたことから、ビートたけしに弟子入りしようと出待ちするなどしていた。
1988年に求人雑誌で大川興業が人材を募集していることを知り、勉強を兼ねて大川興業の公演を観に行くと芝居とパフォーマンスが笑いに繋がっている光景に感銘を受ける。たけし軍団はすでにメンバーが多くいたことから大川興業への所属を目指し、オーディションに合格して所属が決まる。大川興業の本公演芝居では舞台役者としても出演した。
芸名の「江頭2:50」については、飲酒した際に深夜2時50分ごろになると同性愛者のような振る舞いを見せることが特徴的であったことから、大川総裁こと大川豊が命名した。デビュー当時はばってん荒川が好きであったことから「バッテン江頭」を名乗っていた。
大川興業入社当初はコンビ「店頭公開」を組んでいたが、相方に迫ったところ逃げられてしまった。その後はコンタキンテと共にコンビ「男同志」を結成し『タモリのボキャブラ天国』などに出演。また、男同志では1991年にCDシングル『a・ナルシズム』でキャプテン・レコードから歌手デビューもしている。1997年にコンタキンテが大川興業を退社したためコンビ解消。
男同志時代からピン芸人としてソロライブやテレビ出演をしておりスタンスは基本的にピンだが、時々寺田体育の日と組んだコンビ「江頭2:50と副総裁」として活動もしていた。大川興業においては2001年に当時の自由民主党総裁選挙をまねた「大川興業総裁選」にて、当時の総裁だった大川を破り新総裁になった。2006年9月まで総裁を務め、同月に行われた総裁選は出馬を辞退し大川が総裁に返り咲いた。江頭が大川興業の筆頭株主であるという噂も立っていたが、本人により「株は持っていない」と否定されている。
2004年2月に体調を崩し、芸能活動を一時休止。同年9月に復帰。上京後は中野区内に長く住んでおり、2008年に『めちゃ×2イケてるッ!』で江頭をネタにした「崖の上のポニョ」の替え歌が披露された際、「新井薬師からやって来た」と歌われている。
インターネット配信番組では、2006年から2020年まで『江頭2:50のピーピーピーするぞ!』（Mopal・ぱっぷる→大川興業）、2009年から2014年まで『がんばれ!エガちゃんピン』（BeeTV）にメイン出演した。
準レギュラーとして出演していた『『ぷっ』すま』、『めちゃ×2イケてるッ!』、『とんねるずのみなさんのおかげでした』が2018年3月に終了したことから仕事を失ったが、同年5月に『アメトーーク!緊急!江頭2:50SP』に出演。
『『ぷっ』すま』のディレクターであった藤野義明に相談した末に2020年2月よりYouTubeチャンネル「エガちゃんねる」を藤野とともに開始する。同年9月30日付で、デビュー時より所属していた大川興業を退所。10月より藤野が代表を務める制作会社ばんぺいゆが新規開設した事務所「ばんぺいゆマネジメント」へ移籍した。

2025年3月に出演した『オールスター感謝祭2025春』（TBS系列）で永野芽郁を追いかけ回した一幕が騒動となった。

## エガちゃんねる EGA-CHANNEL
2020年2月1日よりYouTubeチャンネル「エガちゃんねる EGA-CHANNEL」を開始し、YouTuberとしてデビュー。YouTubeを通じて世界的な知名度を獲得することを目標とし、「BADAAS SAMURAI」を海外向けの肩書としている。チャンネル開始にあたって、江頭は以下のように宣言した。
動画は週2回のペースで深夜2時50分に公開しており、深夜2時50分に公開している理由として江頭の芸名「2:50」に加え、日曜日の深夜は統計的に「1週間で一番自殺者が多い時間帯」とされているからとし、日曜日の深夜2時50分に公開することにこだわっている。「エガちゃんねる」のファンを「あたおか（頭のおかしい奴ら）」と総称している。2月7日よりサブチャンネル「エガちゃんねる 〜替えのパンツ〜」を開始。
全身黒タイツにブリーフを着用して出演しているブリーフ団（S・M・L・D）はエガちゃんねるの出演者兼スタッフであり、『がんばれ！エガちゃんピン』にもスタッフとして参加していた。「ブリーフ団M」は2020年10月より江頭の「ばんぺいゆマネジメント」所属に伴いマネージャーも兼任している。

### 藤野義明の関わり
藤野義明が総合演出・ディレクター、プロデューサーとして参加し、「ブリーフ団D」として番組の進行、出演をしている。藤野は『『ぷっ』すま』、『がんばれ!エガちゃんピン』にもディレクターとして参加していた。江頭と番組を制作する上でYouTubeを選択した理由として、藤野はWEBザテレビジョンのインタビューで以下のように語った。
藤野は江頭の座右の銘である「1クールのレギュラーより1回の伝説」という言葉を念頭に置きつつ、テレビなどでは見ることができなかった江頭の素の部分も見せていきたいと話し、過激な江頭のイメージを崩さないようにしながら江頭の新たな側面を少しずつ見せていきたいと語った。藤野は2022年2月1日にエガちゃんねるの裏側を綴った著書『エガちゃんねる革命』、2025年1月18日に『エガちゃんねる 10億回再生 下品の流儀』をそれぞれ宝島社から刊行した。

### チャンネル登録者数推移
- 2020年2月4日、開始から4日で登録者数50万人に到達[22]。
- 2020年2月9日、開始から9日で登録者数100万人に到達[23][24][25][注釈 2]。
- 2020年4月15日、開始から74日で登録者数200万人に到達[27][18][注釈 3]。
- 2022年4月14日、開始から約2年2ヶ月で登録者数300万人に到達[28][注釈 4]。
- 2023年9月27日、サブチャンネル『替えのパンツ』が登録者数100万人に到達[30]。
- 2023年10月22日、開始から約3年8ヶ月で登録者数が400万人に到達[31]。

### 主な企画・できごと
チャンネル開始に際して1年間で登録100万人を目指し、達成した際には『「ぷっ」すま』で共演していた草彅剛とのコラボを行うことを発表した。初投稿動画は尻に筆を突き刺してチャンネルの題字を書く「お尻書道」企画、2本目の動画ではペットボトルロケットを股間で止める企画、3本目の動画ではネット上で噂されている江頭2:50の名言を検証する企画の動画が配信された。登録者数100万人は開始から9日で達成し、草彅も同日に登録者数100万人を達成した。2020年7月1日に公開された動画ではサプライズで55歳の誕生日を祝われ、6月末でテレビ朝日を退社した大熊英司が登場。さらに草彅とユースケ・サンタマリアがVTRで登場し、『「ぷっ」すま』の出演者が集結する形となった。
人気企画に「初めての〇〇シリーズ」があり、初めてのマクドナルド、初めての冷凍食品などが配信された。「初めてのマクドナルド」では、てりやきマックバーガーを食すと「肉は薄いし、レタスはシャキシャキ感がない」と評し100点満点中30点の点数をつけた。「初めての冷凍食品」では、ニップンの『よくばりプレート 和風おろしハンバーグ&香味醤油スパゲッティ』について「味がイマイチ」と評した。これらのような商品に対する忖度のない批評が話題となり人気を集めた。
2020年8月にはチャンネル開設半年を記念して「エガちゃんねる花火大会」の生配信を行った。新型コロナウイルスの影響で祭りや花火大会が中止となっていたことから行われ、花火打ち上げ生配信は「真下から見る打ち上げ花火は言葉を失うほど綺麗でした。」と題した動画でダイジェスト版としても配信された。9月に配信された動画内でブリーフ団から赤城乳業のアイスクリーム「ガツン、とみかん」を勧められて食して以降大好物となり、同商品のCM出演について逆オファーをかけ続けると、正式にオファーされてWEBCMへの出演が決定。2022年3月17日より同商品のCMが赤城乳業の公式YouTubeチャンネルなどで公開された。また、新商品として2023年6月に発売された「ガツン、とみかん&パイン杏仁豆腐」、2024年6月に発売された「ガツン、とフルーツオレ」をそれぞれ考案した。
2021年5月3日より体調不良のため休養することを発表。6月6日に「エガちゃんねる」を更新し、復帰を発表した。動画では全身金粉まみれの姿で登場し、視聴者への感謝の手紙を涙ながらに読み上げる一幕があった。7月4日には富士山登頂に挑戦し、その模様を生配信した。5合目から登頂を開始し、荒天のため8合目で断念した。9月より激辛料理に挑戦するシリーズが開始し、「蒙古タンメン中本『北極』」、北品川のカレー店「ロビンソンクルーソーカレーハウス」、CoCo壱番屋の15辛カレーなどに挑戦した。10月からは大食い対決シリーズが開始し、フードファイターとして知られるもえのあずき、海老原まよい（えびまよ）、三宅智子らと対戦している。いずれも、ブリーフ団ないしオラキオを加えた男性4人チーム対女性1人のハンディキャップマッチとなっている。12月より鬼のマナー講師として知られる平林都が出演。2022年1月には共演NGとなっていたトリンドル玲奈にドッキリを仕掛ける動画を配信。トリンドルはデビュー当時に江頭と共演した際に江頭が虫を食べ始め、その虫を持って追いかけられたことがトラウマになっていた。江頭がサプライズで登場して「共演NG撤回しろ！」と要求するとトリンドルは共演NGを撤回した。
2023年8月には共演NGとなっていたモーニング娘。の元メンバーである辻希美にドッキリを仕掛ける動画を配信した。2001年にフジテレビ系で放送されたモーニング娘。の特番で下半身を露出したことによって20年以上にわたり辻との共演NG状態が続いていた。辻の夫である杉浦太陽も出演し、辻・杉浦と3本勝負で対決して敗北。スタッフから「共演NGを解除していただけますでしょうか？」と聞かれると辻は承諾し、和解した。9月よりMリーガーとの麻雀対決企画を配信。エガちゃんねるチーム3名対Mリーガー1名のハンデあり対決を行い、Mリーガーが負けた場合は罰ゲームとして江頭のギャグをMリーグのインタビューで披露することとなっている。これまでに岡田紗佳、高宮まり、東城りお、瑞原明奈、中田花奈、萩原聖人との対決に勝利し、敗者はそれぞれ罰ゲームを行った。11月に開催された佐賀インターナショナルバルーンフェスタに出場。江頭を含む佐賀県出身の芸人の集まり「佐賀県人会」との会話の中でバルーンフェスタに「エガちゃんねるで出場したい」と話していたことから実現に至った。12月10日に開催されたホノルルマラソンで人生初のフルマラソンに挑戦し、その模様を生配信した。配信開始から約8時間半で完走した。
2024年4月にファミリーマートとの共同開発でポテトチップスを発売。江頭が監修した「旨辛担々麺風味」、ブリーフ団が監修した「黒胡椒チーズ味」の2種類を計約48万袋を生産し、数日後には完売。転売屋の横行もあったことから、その後2度にわたって再販された。2025年2月にはファミリーマートとのコラボレーション第2弾としてカップ麺を発売した。江頭が監修した「激辛豚骨ラーメン」、ブリーフ団が監修した「イカ墨トリプルガーリックまぜそば」の2種類。

### エガフェス
「江頭2:50とゆかりのある多数のゲストがお送りする”音楽”と”企画”満載の一夜限りの祭典！」をコンセプトとしたイベント『エガフェス 2022』を2022年9月30日にLINE CUBE SHIBUYAで開催した。約2000人を動員し、配信チケットは1万以上を売り上げた。キャイ〜ン、中川翔子、ガガガSPらが出演し、大熊英司が総合司会を務めた。江頭はウド鈴木がドライヤーで風力を使って風船を浮かせて江頭の股間を隠すパフォーマンス「ドライヤー風船ち○こ隠し」、布袋寅泰の「スリル」の歌唱、ハーモニカ演奏の披露などを行った。また、サプライズで布袋からVTRメッセージも寄せられた。
2024年8月18日・19日にはぴあアリーナMMで2年ぶり2度目のエガフェスとして『エガフェス2024 supported by desknet's NEO』を開催し、両日合わせて約2万人を動員した。18日を前夜祭、19日を大本番とし、前夜祭には「大食いガールズ」（海老原まよい、ますぶちさちよ、もえのあずき、ロシアン佐藤）、大原がおり率いるエガフェスガールズ（小田飛鳥、白石陽菜、立川みくの、水沢まい）、平林都、APPLE MEETS BAZOOKAがゲスト出演し、大本番にはキャイ～ン、「佐賀県人会」（オラキオ、チェリー吉武）、サンボマスター、シュノーケル、辻希美、中川翔子、はなわ、中岡創一（ロッチ）、氣志團、武田真治らがゲスト出演した。江頭は『エガフェス 2024』に向けてサックスを練習し、本番ではビートたけしの「浅草キッド」を歌い、サックスを演奏した。

## 人物

### 性格
素顔は真面目で礼儀正しく、性格については「恥ずかしがり」と自認しており、自身の出演しているテレビも「恥ずかしいのでほとんど観ない」という。街頭で一般人から「お前、キャラ作ってるだろ？」と尋ねられた際には、「真面目でなければ、お笑いはできない」と回答した。体力を使う芸が多いことから週に2 - 3回はジムで鍛えており、収録前には入念にストレッチをする。「エガちゃんねる」を開始してからはエゴサーチをしている。
藤野義明は江頭について、「他のタレントより入り時間が早い」、「とにかく仕事に対してストイック」、「江頭さんと仕事をしたスタッフさんは皆、江頭さんのことを好きになっていました」と話した。また、エガちゃんねるで配信された『プロフェッショナル仕事の流儀』（NHK総合）からオファーが来たという嘘をつくドッキリ企画では、オファーを聞いた江頭は「出ない」と即答し、理由として「かっこつけたくない」などと話した。一方で「セクシーな番組のチョイ役のオファーも来ている」と聞くと、「それはやるよ！」と答えた。藤野は江頭のこのような姿が好きであると語り、「男としてめちゃくちゃかっこいい」と評している。

### 女性観
巨乳好きであり、Hカップ以上の女性との結婚を理想としている。風俗店に通っていることを公言しており、「山田秀晴」という偽名を使っている。好きな女性タレントは優香。その他、松野井雅（原紗央莉）、佐山愛、風吹ケイなどのAV女優やグラビアアイドルを好きな女性のタイプにあげていたが、いずれもエガちゃんねるを通じて失恋している。グラビア雑誌は『週刊プレイボーイ』や『BOMB』を愛読。また、『みなこの圧倒的モテ男TV』を見て恋の勉強をしている。
藤野は、江頭は恋愛偏差値が中学・高校から成長してないとしており、「真面目さの中にある、素で持っているキモさが江頭さんの魅力」と話している。

### 嗜好
少食であり、エガちゃんねるでは度々「少女の胃袋」と呼ばれている。食べ歩きロケで1件目でお腹が8割いっぱいになる。好きな食べ物はハマチの刺身、ハムとチーズのホットサンド、モスバーガーのテリヤキバーガーとコーヒーシェイク、マクドナルドのフィレオフィッシュ、ハーゲンダッツのクッキー&クリーム、赤城乳業のアイスキャンディー「ガツン、とみかん」。甘い物が好きであるが、辛い物は苦手である。
愛車はトヨタ・プリウス(4代目前期Ａツーリングセレクション・アティチュードブラックマイカ)。私服は、もっぱら革ジャンであることが多く、革の材質へのこだわりも強い。また、パンクロックを好んで聴いており、ラモーンズやセックス・ピストルズ等のアルバムを全て所有している。猫や犬が苦手。犬は子供の頃に友達と秘密基地で遊んでいた時にお尻などを噛まれ血まみれになってから苦手である。（ただし、藤野Dが飼っているパズー（チワプー）は人懐こく江頭の膝にすぐ座り、芸も成功。お利口で大人しい犬は平気な模様）。シャチや亀などの海の生き物は好きである。ロールプレイングゲーム好きでもあり、「エガちゃんねる」にて配信された動画では最も好きなゲームとして『ファイナルファンタジーVII』を挙げた。

### 映画
映画についての造詣が深く3日に1回、年間約120回は劇場に足を運ぶ。その知識を基に『江頭2:50のピーピーピーするぞ！』の映画紹介コーナー「エィガ一刀両断」にて映画のシーンを演じて再現するといった手法を行っていた。これがきっかけとなって2007年12月15日に映画評論の本『江頭2:50のエィガ批評宣言』（扶桑社）を出版。2016年12月6日にも雑誌『映画秘宝』での連載を収録した書籍『江頭2:50のパニック・イン・エィガ館』を出版した。
「映画と音楽は絶対セットだと思う」と話しており、気に入った映画は必ずサウンドトラックも買うという。大好きなアニメーション映画は今敏監督の『パプリカ』と語っており、「エィガ一刀両断」にて絶対に観て欲しい映画として紹介した。劇伴担当の平沢進の音楽も好んでおり、『パプリカ オリジナルサウンドトラック』も所持している。また、同じく今監督と平沢が劇伴担当の映画『千年女優』については、初めてアニメで泣いたと語った。

## 芸風
座右の銘は「ワンクールのレギュラーより1回の伝説」。小学生のころから人を驚かせることが好きであり、「恐怖」を驚きの最上級と定義した上で「それ（恐怖）と笑いはいつも俺の中で一緒なんですよね」と話している。小学生のころから芸風はあまり変わっていないという。
上半身裸に黒のスパッツ姿がトレードマーク。スパッツはチャコット製であり、20本以上所有している（白スパッツも所有）。スパッツの下には、緑と黒のストライプのビキニパンツを履いている。「格好が同じ」という理由でかつてエスパー伊東を共演NGにしていた。伊東とは『めちゃ×2イケてるッ!』で1度だけ共演し、伊東の得意技で対決して勝利した。なお、伊東は江頭のことを「ライバル」と呼んでいた。
「エガちゃんねる」では、乳首がYouTubeのコンプライアンスに抵触してアカウント停止の原因になりうるため、「NG」と手書きしたガムテープを貼り付けて乳首を隠すようにしている。2020年2月29日放送の『出川哲朗の充電させてもらえませんか?』（テレビ東京）ではバイクに乗る都合上、着衣状態で出演した。
コンビ時代からテレビ出演時や学園祭などで全裸になることで笑いを取っている。トルコでのロケでは、腰に布を巻いただけの状態で座ったままジャンプする、即興ダンスをするなどして周囲のギャラリーの笑いを取るが、全裸になった途端に周囲が凍り付き、宗教上の理由もありギャラリーが全員怒り出し、トルコで罰金刑となった（詳細はトルコ全裸事件にて記述）。
『浅草橋ヤング洋品店』などメディアへの露出が増え始めたころ、視聴者からは本物の狂人・精神障害者と誤解されることが多々あり、出演しただけで多数のクレームがテレビ東京に殺到した。過激なネタが多く、『『ぷっ』すま』では大量の塩を丸飲みする、ボトル3 - 4本分のワインを一気飲みする、バク転しようとして頭から脳天直撃する、「ギリギリ人間ブリッジ」として両足を190センチまで股を開脚するなど、命を落としかねない行為を後先考えず実行していた。
『めちゃ×2イケてるッ!』では「一言物申す！」と宣告したのちに、AKB48を追いかけ回す、EXILEのATSUSHIにヒップアタックを仕掛けるなどしていた。「単位上等!爆走数取団」においては、「笑いのためなら死ねる数少ないサムライ芸人」とテロップ表記されていた。『アメトーーク!』ではムチャぶりモノマネで笑いを取っていた。
大川総裁こと大川豊は、「最近のヤツは頭でネタやるじゃない。そこじゃないんだよ。芸人なんてみんなキチガイなんだよ。昔はさぁ、社会の爪弾きもんだぜ」とした上で、「江頭はそれを普通にやってるだけだよね。こいつは頭で考える前に動く」と話した。

### 持ちネタ

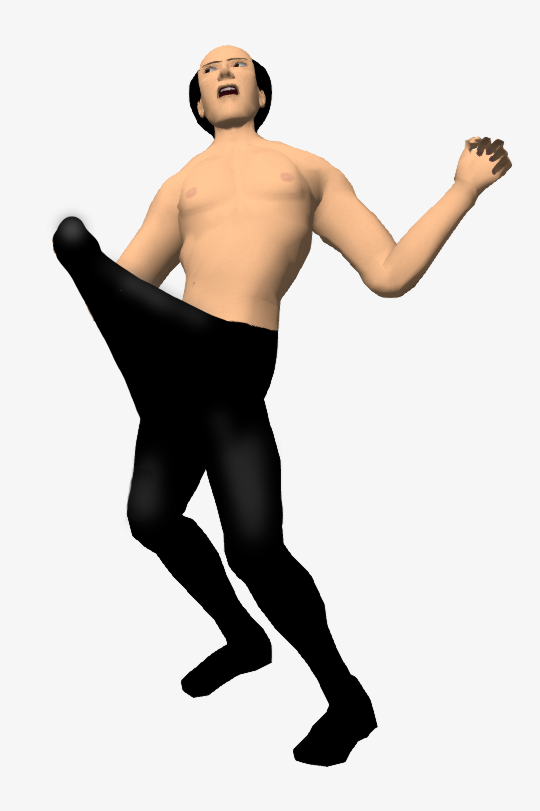
「ドーン」

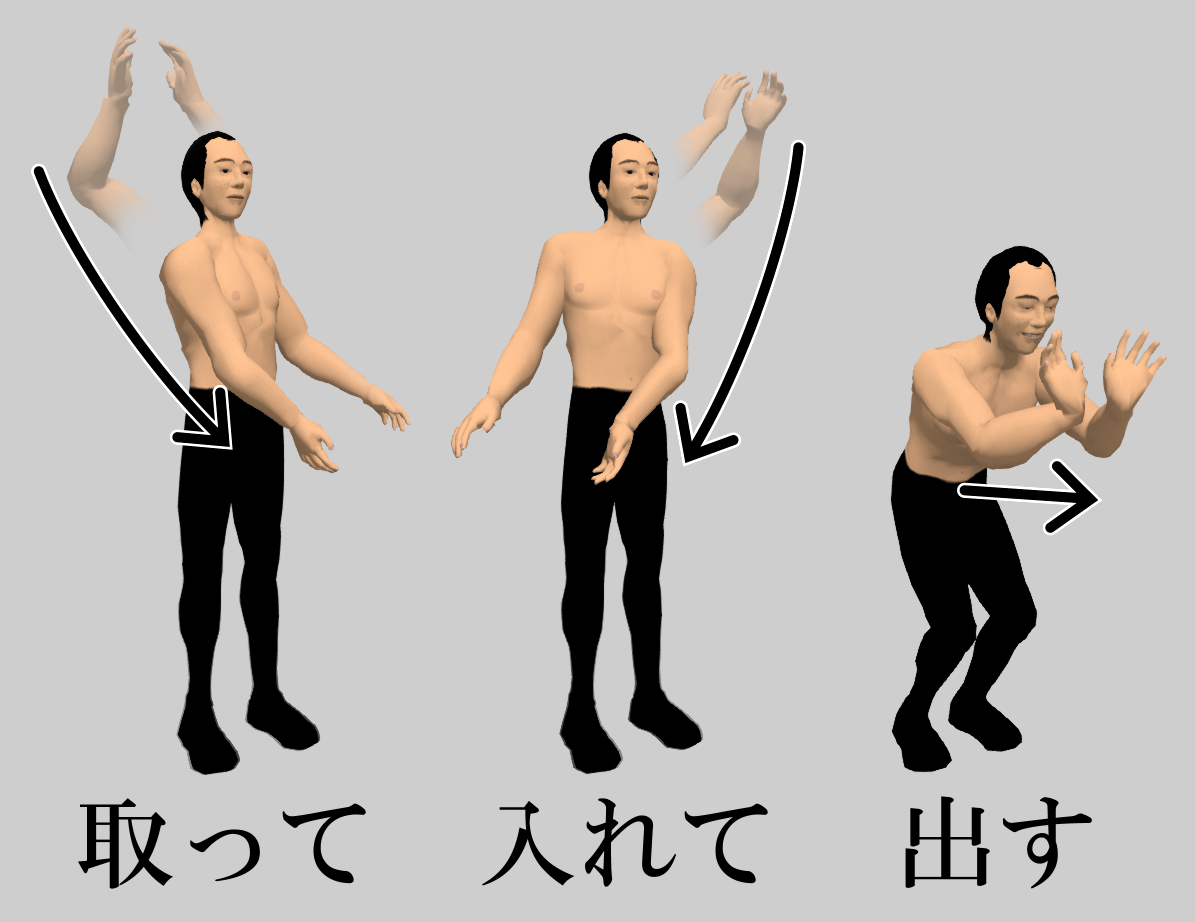
取って、入れて、出す
江頭が時折見せる「腰を引いて両手を出す仕草」は本人曰く基本のギャグである。芸人になる前に、旭硝子（現・AGC）船橋工場でライン作業のアルバイトをしていた江頭は、「（前方から流れてくるブラウン管を）取って（箱に）入れて（次の工程に）出す」という作業を担当し、その一連の動作が芸人となったのちにギャグとなる。当時この動作をものすごい勢いで繰り返していたところ、あまりにも手際よく機敏な動作を見た同僚らに嘲笑されるも、その動作の作業効率を工場長に褒められ同僚への指導を託されると、江頭の指導により作業のスピードアップが図られ、江頭が工場を辞める頃には同僚の誰もがこの動作を習得したという。
左右狂い跳ね
意味もなく、ただ左右に倒れるように飛び跳ねる芸。下記の芸の前に披露される。

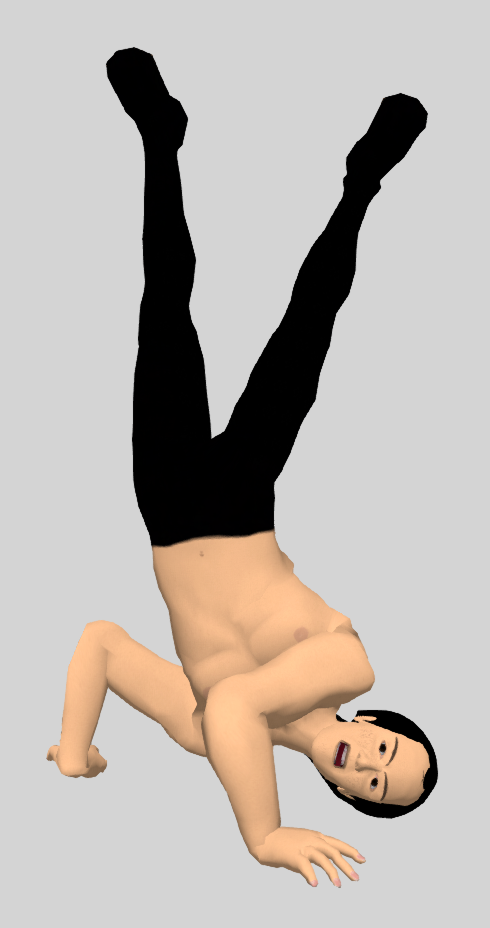
シャチホコ立ち
シャチホコのように、顔を地面に付け両足を揃えて上に向けて三点倒立する。本人によればこのポーズは逆立ちではなく、地球を持ち上げている状態であるという。
観客席ダイブ
雄叫びを上げ、文字通り観客席に向かって突っ込んでいく芸。その際江頭が暴れ回るため観客が巻き込まれて怪我をすることもある。またそこで観客が江頭に手を上げる事も多く、それに凹んだ江頭が逆上して後の大暴走を確実に招く危険性を孕む。
坐禅飛び（空中浮遊）
坐禅してジャンプを行う芸。また、トルコでオイルレスリングの前座として乱入した際には発展型の「座禅縄跳び」を披露している。能力をもっと伸ばそうとヨガ教室に通ったこともあったがインド人の先生は飛ばなかった。
チンコギター
横浜銀蠅が『めちゃイケ』出演の際に披露したが、放送コードに引っかかるため編集上でボカシ（江頭の顔で）が施された。
アナル芸
肛門から小麦粉や水を吹きかける。デンデン太鼓を刺して鳴らす技もある。
中でもYouTubeチャンネルを開設した際に行った「お尻習字」は自らの肛門に筆を挿入し習字を行う芸であり、感銘を受けた数々のYouTuberがこの芸を取り入れた動画を配信するに至った。尚、その習字のクオリティは、現役の書道家である同級生からもお世辞抜きの賞賛を得られるほどの高いクオリティである。
江頭アタック
プロレス技のヒップアタック。と言っても動きは定番ネタ「取って、入れて、出す」と同じ。「出す」の時に尻を強く突き出した上で跳び、ターゲットへ尻を向けて突っ込んでいく。
江頭チョップ
両手でチョップしながら飛び込んでいく。滅多に見られないレアな技。
キレて全裸になる
テレビ番組では担当スタッフが局の上層部から始末書を書かされるほどの危険な芸。
がっぺむかつく
江頭の代表ギャグの1つで、「がっぺ」で片方の手を後頭部に持って行き、それによって露出した自身のわき毛をむしり「むかつく」で腹が立った相手に向かってわき毛を投げつける。足はクロスするのが正統。なお、「がっぺ」は佐賀（江頭の地元）の方言で「すごく」という意味。
ダンダーン
両手を乳首の前に持って行き、「ダンダーン」と言いながら連続して前に出す。
一人バックドロップ
『『ぷっ』すま』において華麗なバク転を決めた草彅剛に対抗して披露した技。本人はバク転のつもりだったらしいが、失敗して両手ではなく頭を支えにして決めている。地面が脳天に直撃しているため非常に危険な技。
エア揉み
『『ぷっ』すま』において、“エガ神”と称されるトランス状態に入った場合にのみ行われる。
性器押し付け
かつてはテレビ番組においても行われていた芸だが、現在では行うと即出入り禁止になってしまう。
テポドン（別名「ドーン」）
スパッツに手を突っ込み、「ドーン」と叫ぶと同時に股間付近から前上方に突き出す。後述の『ハッスル』でも披露。
エガラップ
江頭オリジナルのラップを披露する。
あややダンス
松浦亜弥の曲に合わせてダンスを踊る。テレビではほとんど披露されず営業でよく行われるネタ。
武勇伝
オリエンタルラジオの同名ネタのパクリ芸だが、ネタは全て実話。
崖っぷちのエガ
「崖の上のポニョ」の替え歌で、「♪エーガエーガエガ酒屋の子」と歌う。
ワイルドエガちゃん
スギちゃんのネタのパクリ芸。ネタは全て実話。
お前に一言物申す!
番組共演者や狙いを付けた人物に「お前に一言物申す!」と叫んでトークを始める。
江頭ものまね
『アメトーーク!』のゴールデン特番での恒例で江頭を別室に待機させて中継を結び、MCの雨上がり決死隊→蛍原徹の無茶振りによってお題を出され、それに喋り方や表情を変えながらものまね対象の名前を叫ぶ、本人曰く「テンポだけ」の芸。人物の他にも「空」「ベルトコンベア」などの無生物ものまねや「ジミー・スモーカー」「坂本」「お母さん」「フランスのテレビ」「ラース」「ハギノくん」など聞き間違えたお題（モニターを通じた別室出演のため声が通りにくい）をそのまま敢行するパターンもある。ゴールデン特番のエンディングではスタジオに登場するがMCの雨上がりだけが観覧席に座り、前半はエガ・はるみ、エガドリーのカエガ、未公開集でエガ詩吟、前述のワイルドエガちゃん、AKB2:50の前田エガ子のものまねをするエガタロー。、同じく佐賀出身の森慎太郎と組んだえがろっく、江頭2:50秒バズーカーといった当時の旬な芸人のものまねを披露。そのクオリティーの高さに雨上がりは感心するも後半はメインの無茶振りものまねが行われる。
うましら
美味しいものを食べたときに言う。「エガちゃんねる」で玉ねぎの天ぷらを食べた感想として誕生した。
あっバイトの時間だ！
退散する際に使用するギャグ。同ギャグをきっかけにアルバイト求人まとめサイト「ギガバイト」のテレビCMに出演した。

## 評価
ORICON NEWSは2018年5月に江頭を特集し、「テレビマン側が江頭の取り扱いに慣れておらず、視聴者からのクレームやBPOからの注意喚起などを過度に恐れ、スタッフが躊躇しているのかもしれない」とした上で、江頭は笑いをテレビサイズに落とし込める、テレビで取り扱えるギリギリの笑いを計算してその範疇に収める技量も持ち合わせている、と評している。
『日経エンタテインメント!』の「嫌いな芸人」ランキングでは2002年 - 2010年で9連覇し、2014年・2015年でも連覇した。『an・an』の「寝たくない男性芸能人ランキング」では常にワースト3へランクインし、2006年 - 2008年には「嫌いな男ランキング」で3連覇した。
一方で、『クイズ☆タレント名鑑』（TBS系列）5000人アンケート内の「本当に面白いと思う芸人」では18位、『日経エンタテインメント!』の「好きな芸人」ランキングでは2014年に7位、オリコンの「好きなYouTuberランキング」では2021年・2022年に2連覇した。

## エピソード
「1クールのレギュラーより、1回の伝説」をモットーに掲げ、テレビ出演のたびに「伝説残してやるよ！」と叫ぶ。多くの事件がメディアで突如全裸になって性器を露出するというような狼藉行動である。
主にインターネット上では、江頭の素顔は礼儀正しい常識人であることと合わせて江頭が発したとされる名言や「伝説」と呼ばれる善行などが数多く紹介されている。しかし『ピーピーピーするぞ!』の第153回放送分にて本人自らそれらの名言の大部分や『めちゃイケ』でのサイン話など幾つかの伝説は、江頭とは無関係で誰かが勝手に作ったものと発表した。これは2012年3月頃にTwitterで自身の偽者が現れた事を踏まえての説明であり、具体的な証拠の無い伝説・名言は作り話の可能性があるので注意が必要。江頭はこれらの身に覚えのない名言のせいで、『人生が変わる1分間の深イイ話』や出版社からのオファーが来た事には困惑したとのこと。また、この発表をした事でファンは減るだろうが「そんなファンは初めから要らねえ！」と発言している。また、「エガちゃんねる」の配信動画でも改めていくつかの「伝説」について言及し、一部は事実だが誇張や完全な創作であるものも多いと述べた。

### トルコ全裸事件
1997年2月15日、江頭はテレビ東京の『ザ・道場破り!』の企画の一環でトルコにおいて行われたオイルレスリング交流試合の会場に前座としてふんどし姿で乱入し、1000人以上のトルコ人を前に自らの芸を披露した。事前に準備した「座禅縄跳び」が予想以上にウケたため、江頭は調子に乗って芸をエスカレート。しまいにはふんどしを脱いで「3号機発射!」と叫び全裸パフォーマンスを敢行したが、肛門にでんでん太鼓を刺して逆立ちした直後にトラブルが発生。江頭は逆立ちしたまま会場から退場したが、その後はトルコ警察によって身柄を拘束され逮捕。
具体的な流れは次の通りである（2009年3月5日配信の『江頭2:50のピーピーピーするぞ!』より）。
1. まず、江頭が退場。その際に居合わせたトルコの民衆が危うく暴徒になりかけた。女性客は会場から逃げ出し、男性客は「アラー・アクバル（神は偉大なり）!」と叫びながら江頭に襲いかかろうとした。
2. 佐竹雅昭のマネージャーと全裸のまま控室に戻り、奥のトイレで身を潜めているよう指示を受けた。
3. 佐竹と開催国であるトルコのオイルレスリングのチャンピオンが、音を立てて江頭を守ろうと控室で試合を行った。終わった後、マネージャーがトイレに近づいて来て「江頭さん、警察に来て下さい」と言われたという。その際、トイレの窓からひっくり返された自動車が炎上していたのを目撃した。
4. 江頭が警察のバスに乗る。この時も現地の暴動は止まらなかった。
5. 警察の裁判に出廷し「（日本円で）75円です」と言い渡され罰金刑のみで釈放された。「大掛かりなドッキリかと思った。通訳は大笑いだったし製作会社がウルルン滞在記と同じ会社なんだけど、タレントじゃなくてあいつらがウルルンしてた」と語っている。

一方で大川は個人的な意見として「彼だけ責めるのは冷静に見ておかしい」「でんでん太鼓状態までかなり間があり、ふんどしを外した時点でなぜ誰も止めなかったのか」と述べており、「半分ブーイング状態でもネタを続けたのは、彼なりの焦りの現れではないか」「というのも彼はそもそもオイルレスリングをするためにトルコ入りしたが、練習中に頭部を2針も縫う怪我をこうむり、やむなく急遽ネタをする運びとなった。この事件は、誠実な彼の迷惑をかけてすまないという思い、負い目からことに及んだのではないか、件のVTRの江頭からはそのように感じる」と推察し「また、彼は現地コーディネーターに『SEXを連想することはタブー』と注意されていたが、自身は『俺のはもっと馬鹿馬鹿しい』と思っていたようだ」と証言している。

### 『ハッスル』に乱入
2006年8月8日、プロレス『ハッスル・ハウスvol.18』のリングに江頭が突如乱入。得意の左右狂いはねを披露すると「俺は伝説を残しにここにやってきたんだよ!!」とマイクパフォーマンス。そしてカンニング竹山のように「ここでうんこするぞぉ〜!!」と絶叫するやいなや、黒スパッツを下ろし尻と性器を露出。事態を目の当たりにした女性レスラー・Ericaとマーガレットは恐怖に慄くも、直後に下半身黒タイツ姿の川田利明が「川田19:55」としてリングイン。川田が江頭の起こした蛮行に対し一言物申すと、江頭は再び『ハッスル』へ乱入することを示唆し「がっぺむかつく!!」と吐き捨て会場を後にした。この一件は同年8月13日の『アッコにおまかせ!』で大々的に取り上げられ（江頭が黒スパッツを下ろした場面でVTRはストップし、「これ以上は放送できません」というお詫びナレーションとテロップが流された）、和田アキ子は「（プロレスにこのようなことがあるなんて）力道山の時代だったら考えられない」とコメントした。その後、江頭は2006年12月26日の後楽園ホール『ハッスル・ハウス クリスマスSP part2』にてプロレスデビュー。川田・天龍源一郎らと真っ向勝負を繰り広げた。

### 北京五輪生中継
2008年4月26日。長野市で行われた北京オリンピック聖火リレーにて「テロから善光寺を守る!」と称し、上半身裸に黒スパッツの姿で沿道で観覧。大川もこの聖火リレーの見物に来ており、大川は月刊『創』2008年9・10月号にて「聖火リレーの見物のため善光寺前に立っていたら、道の向こう側に見るからにアブナイやつがいた。こういうフーリガンみたいなやつが暴動を起こすんだと思い、マークしようと思ってよく見たら江頭だった」と語っている。
その後、7月20日にはマネージャーと2人で女子レスリング日本代表の合宿所を訪問し選手を激励した。この際に長野で吉田沙保里が手を振ってくれたというのは勘違いであることが判明したが、江頭はそのまま吉田を北京で応援すると決意。
そして8月16日、北京五輪の女子レスリングの生中継において金色の全身タイツに身を包んだ江頭が国際映像を通じて全世界に放送され（日本ではNHK総合で生中継）、これが日本の関東地区における女子レスリング瞬間最高視聴率となる32.8パーセントになった。この試合で吉田は五輪2連覇の金メダルを成し遂げた。日本の応援団の周囲を中国の公安当局の警備員が囲む中、江頭は客席の最前列に詰め寄って吉田を祝福した。ちなみに北京での合宿所訪問および五輪観戦は番組企画など絡まない全くのプライベートで、事務所側も個人的に訪中することを把握しているのみだった。そのエキセントリックな芸風から見ても江頭がNHKの番組へ出演することは不可能に近く、NHKの電波に乗ること自体誰もが予想しえない椿事であった（『スタジオパークからこんにちは』には一般の観覧者として放送されたことはある。これについては『ピーピーピーするぞ!』内で本人が述べている。その時のゲストは岡本信人）。

### 東日本大震災での行動
2011年3月20日に江頭が自ら2トントラックを運転し、東日本大震災の被災地・福島県いわき市の高齢者介護施設や避難所に救援物資（水・生理用品・ペーパータオル等）を届けたとの目撃情報が、mixiやTwitterを中心に広がった。福島第一原発の事故により、同市への物資の運搬を拒否する運転手が多くなっていた時期だけに「事実なら、自らの危険を省みず被災者を救おうとする勇気ある行動だ」との評判がインターネットを中心に巻き起こった。
この件について北野誠は大川と連絡を取り、トラックで救援物資を運んだ人物が江頭本人であることを確認したが、この行動は芸能人としてではなく純粋に一個人として行われたものであるため、本人の意思を尊重して情報を拡散しないで欲しいと訴えた。
江頭は新潟県中越地震時にも救援物資を届けた経験があり、今回の地震でも孤立している避難所があるはずだとの確信があったための行動で、大川にもその胸の内を語っていたという。この内容は3月23日、ネットニュースやスポーツ新聞で報道された。
オリコンスタイルが同年4月18日から20日にかけて実施した「改めて“行動力”があると感じた著名人」の調査では、江頭が1位に選ばれた。
なお、この騒動については数多くの噂が飛び交っていたことから『ピーピーピーするぞ!』第135回放送分や「エガちゃんねる」（震災でお世話になったコストコで爆買い）回で自ら真相を説明している。それによると、NHKニュースでいわき市の惨状を知った江頭は高田文夫事務所のツテを使い、2tトラックと通行許可証を入手した後にアコムで20万借金して（アコムで借金したお金は自分が風俗店へ行くためのプール資金だったと『ピーピーピーするぞ!』において後日談として語っている）コストコに行き、水・ペーパータオル・おむつ・生理用品を購入し自らの運転で福島に向かった。江頭が電話で相談したコストコは2tトラックに詰めるだけの物資の調達を支援してくれたという。実際に救援物資を届けた後は自分の素性を明かすことなく立ち去ろうとしたが、結局施設の職員に気づかれて現場は大騒ぎになってしまった。
この回の『ピーピーピーするぞ!』ではこの行動により自身の評価が上がったことについて江頭は不本意だと考え「イメージダウンさせる」としてスパッツを下ろし男性器を出して自慰行為を行い、進行役の早川亜希に「アンタ本当最低ね!」と言われる始末となった。

### ロンドン五輪生中継
2012年8月9日（日本時間8月10日）に行われた吉田沙保里の出場するロンドン五輪レスリング女子フリースタイル55キロ級の試合中に、金色のタンクトップのような服を着た男性がテレビの画面上にチラチラと小さく映っていた。後に「EGASOK」と書かれたレスリングユニフォームを着た男性が大写しされ、紛れもなく江頭であったとTwitter上で話題になった。これについて吉田の所属している会社のALSOKの広報は「応援してくれるのはありがたいが、正直微妙です」とコメントしている。

### オウム真理教入信疑惑
中川智正（のち死刑囚）と中学時代の同級生であった水道橋博士は、報道で中川がオウム真理教の幹部となったことを知って共通の友人に連絡を入れた。しかしその友人もまたオウムの在家信徒になっており逆に勧誘を受けてしまった。住所を訊かれた博士が咄嗟に江頭の住まいを教えたため、そこへオウム信者が勧誘へ向かったところ応対した江頭は「オウムの修行より、大川興業の方がステージが高い」と空中浮揚のポーズを披露し「あなたは、尊師より凄い人かもしれない！」と言わしめた。そして信者から2万円のお金（お布施?）を借りたという。
朝日新聞社が発行したオウム真理教のムック本「オウム全記録彼らの暴走は本当に終わったのか」の教祖直伝！超能力開発法というコーナーに空中浮遊している江頭本人が写真つきで掲載されている。『ピーピーピーするぞ!』第159回でこの本の事に触れ、「俺はオウム真理教じゃない！」と主張している。
なお、水道橋博士は「公人になろうとしているので真実を語りますが、エガちゃんとオウムの話は基本、ボクたちが漫才のため、そして本のために作った作り話ですよ」とTwitterで投稿した。

### タワーレコード全裸ダイブ事件
2013年5月25日の夕方、東京都新宿区のタワーレコード新宿店で『ピーピーピーするぞ!』DVD8巻の発売記念イベントを行った際、持ちネタの「ブリーフ重量挙げ」を披露しようとしたところ、ブリーフが破れて男性器を露出し、早川の制止も聞かずそのまま約300人の観客の中へモッシュダイビングした。
警視庁はこの行為が公然わいせつ罪にあたる可能性もあるとして、公開収録を終えた江頭に事情聴取を行いその後江頭を書類送検した。東京区検察庁は、江頭を公然わいせつ罪で略式起訴し、東京簡易裁判所は罰金20万円の略式命令を言い渡した。
後日、『ピーピーピーするぞ!』の収録にて江頭は直接的な話題にはしなかったが、登場時に「江頭2:50です〜」と名乗り、会場に対して「私服警官いないだろうな!?」と叫ぶなど間接的にネタにした。
この事件後地上波から姿を消していたが、同年9月に『めちゃイケ』で復帰することを発表した。

### パナウェーブ研究所
パナウェーブ研究所代表の千乃裕子が重病との報道があった際、それを聞いた江頭は自費で飛行機に乗り、白いレンタカーを借りて福井県にある施設に向かい公安委員会に話した上でパナウェーブの広報担当に取材を申し込んだが断られ、一旦は戻ったがレンタカーに渦巻模様のステッカー（100個）を貼り白装束を身に着けた上で再び侵入した。しかし結局広報に見つかり「うちの千乃はお笑いとエログロは大嫌いなんだ!」「とにかくモッコリが大嫌いなんだ!」と言われ、激怒した江頭は「千乃ー! 俺の踊りを見ろ!」と叫んだ後にスカラー波などをもじったギャグを披露。直後、異常を知った公安や施設の中から出てきた人間により追いかけられた後に取り押さえられたという。この話は「エガちゃんねる」で聞くことができる。

### 北朝鮮へ二度訪問
北朝鮮へ二度訪れたことがある。一度目は1999年で二度目は2003年だった。一度目の時には江頭の希望によりよど号ハイジャック事件の若林盛亮と魚本公博（旧姓安部）と北朝鮮の平壌高麗ホテルで会談している。

### 『いいとも!』出禁
2001年7月、『森田一義アワー 笑っていいとも!』（フジテレビ）に出演した際、江頭がトルコで裸になったことを橋田寿賀子が言及し、その反撃として江頭が橋田にディープキスしたことで13年間出入禁止にされたことを2020年2月26日にYouTube上で公表した。なお、『いいとも!』終了直前の2014年3月12日に突然スタジオ後方の扉から出演し、「いいともが終わる前に出られてよかった！」と語った。

### バイアグラと急性アルコール中毒
1997年に新宿のスナックで「俺は不死身だ！」と叫んだ後にバイアグラ5錠(合計250mg)をブランデーと共に一気飲みした（当時バイアグラは日本国内では未認可であった）。その直後卒倒し救急車で運ばれ急性アルコール中毒と診断された。この容量を大量のアルコールと併用すれば命を落としかねなかったが、治療後帰宅し入院など重篤な状態にはならなかった。騒動を受けて厚生省内部ではバイアグラの認可をめぐって議論が巻き起こり、一説には江頭のこの騒動の影響で認可が遅れたとも言われている。

### 東郷健
まだ江頭が売れていなかった頃、消費者金融での借金が350万円にまで嵩み、当時所属していた事務所の大川総裁から「このままだと芸人を続けられないぞ」と警告され、たまたまバイト募集紙に掲載されていた"ちょっと裸になる簡単なモデル"に応募し採用される。だが、雇用主は新宿二丁目の伝説のオカマと言われていた東郷健であった。江頭は東郷の自宅へ向かいモデルになったが、実際は噂の真相社から刊行されているゲイ向け雑誌の『The Gay』のSMモデルで、ふんどし姿で亀甲縛りに縛られた挙げ句、フックを付けられ吊り上げられ東郷からお尻を鞭で打たれその一部始終を撮影された。江頭本人はソッチの気がないノンケであり、陰茎が勃起していない事を指摘され東郷の命令で助手にフェラチオされ射精した事を告白している。その助手は江頭曰く顔や口がブツブツだらけでどう見てもエイズだったらしく、日当の2万円をもらうとエイズ検査をしに近くの病院へ直行した。その検査費用が15000円かかり、「その時の給料、結局5000円だよ!」と語っている。

### 代々木アニメーション学院でのスピーチ
2022年4月4日に代々木アニメーション学院の2022年度入学式に中川翔子とともにサプライズ登場し、その模様がエガちゃんねるで公開された。入学式では用意した手紙を読みながら以下のようなスピーチを行った。
このスピーチは2024年3月11日に放送された『ラヴィット!』（TBS系）でインディアンスの田渕章裕が「背中押してくれるもの」として紹介し、テレビでは初めてノーカットで公開された。映像を見たTBSアナウンサーの田村真子、元サッカー女子日本代表の丸山桂里奈、ぼる塾のきりやはるかは涙を流し、「すごい響きました」などと絶賛していた。

### 『オールスター感謝祭2025春』
2025年3月に生放送で行われた『オールスター感謝祭2025春』の番組終盤、江頭が亀のぬいぐるみ姿でスタジオに乱入し登場するなり着ぐるみを脱ぎ捨て、スピードワゴンの井戸田潤に突進して抱きつき、マイクスタンドを股間に押しいれるなどして暴走した。MCの今田耕司から「生放送ですからね、わかってますね？」と念を押された江頭は「OKです！きたぜ！エガちゃん、TBSにやってきたぜ！コンプライアンス、ぶっ潰すぜ！」と発言し、江頭は解答席にいたアンミカに対し「オレに乳、もませろ～！」と叫び駆け寄った。アンミカは隣にいたニューヨークの2人に守られCMに突入した。
CM明け、江頭は間髪入れずターゲットを永野芽郁に変え今田の制止を振り払い駆け寄った。永野は隣にいた阿部寛の後ろに逃げるも、江頭は永野に「オレの女になれ～！」と絶叫する。永野は「怖い～怖い～」と笑いながらも恐怖の表情を見せた。その後VTRが流れた直後に再度永野の元へダッシュし、永野は解答席の階段を駆け上がって逃げた。江頭は今田とスタッフ4人に取り押さえたが、永野は涙目になり目元を押さえ解答席に戻った。CM明け、永野はスタジオから一時退席しており、永野が座っていた席にはヒコロヒーが代わって座っていた。
番組終了後、CMなどを除きほとんどの番組内容がTVerやParaviにて配信された。しかし、江頭がスタジオに乱入したシーンが含まれるコーナーや出演シーンがすべてカットされている。また、ネット上では江頭が永野を追いかけたシーンが拡散され、「やりすぎだ」と江頭を批判する意見や、反対に「これが見たかった」「江頭は番組側の期待に応えた」と擁護する意見が投稿されている。さらには、江頭をキャスティングしたTBSに対する批判や疑問の声も相次いで投稿された。
放送の翌日、江頭は自身の「エガちゃんねる」を更新し、「永野芽郁ちゃん、傷ついていたらごめんなさい」と土下座をするように頭を下げた。暴走について、「今回のテレビ出るにあたって、ドキドキワクワクさせたいっていうのはあったよ。それくらいしかないじゃん、俺の芸って」と意図を説明し、「オレの暴走、台本あったら笑えないでしょ！」と台本が存在していたという噂を否定した。また、TBSは番組の公式X（旧Twitter）を通して「江頭2:50 さんご出演部分に関して、番組として適切ではない点があったと判断し、TVerの配信を実施いたしませんでした」と報告し、出演者や視聴者への謝罪と誹謗中傷を控えるよう呼びかけた。
さらに、永野は自身がパーソナリティを務める「永野芽郁のオールナイトニッポンX」にて「すごく楽しかったです」と番組の感想を述べ、「『自分が想像していた反応を超えてしまったな』っていうのはありました」と騒動を振り返った。2度目に江頭が向かってきた際には「完全に油断しきってた」「逃げ足は速い自信があったから、咄嗟に走って逃げた」という。しかし、「びっくりして、ただただちょっと涙が出てしまった」と説明した。

## 登場曲・テーマ曲

### スリル
登場曲（出囃子）には主に布袋寅泰「スリル」が使われ、刺激的なイントロで登場の期待感を煽り、歌い出し部分で登場するのがパターンとなっている。
この曲が登場曲に使われるようになったきっかけは『笑っていいとも!クリスマス特大号』（1995年12月25日放送）のコーナー「どっちが似ててもいいとも!ものまね紅白歌合戦」において矢部浩之（ナインティナイン）が江頭のものまねで登場した際、江頭の使っていた曲が分からずメロディーが似ているという事から代わりにこの曲を使ったため。以後『めちゃイケ』の片岡飛鳥が江頭を起用するときには「スリル」が使われるようになり定着した。江頭は『めちゃイケ』の企画にて矢部に感謝の意を示したこともあった。18年後のラストクリスマス特大号の『いいとも! ものまね紅白歌合戦』でも栗原類がものまねに挑戦した。
また、同番組の『イケてるCDTV』のコーナーで江頭が「布袋2:50」名義で「CIRCUS」のミュージック・ビデオのパロディーを披露したところ、後に布袋に自身の横浜アリーナでのコンサートに招待されたと語っている。なお、布袋は曲の使用に関しては「スリルはエガちゃんのおかげで売れたもんね」と述べているが、その一方でTwitter上では「スリルに関してはハッキリ言って迷惑に思っていますが、彼のこの行動（先述）は尊敬します」と綴っていたり、ブログ上で「江頭さんとは仲が良いの?」と訊ねられたことに関して「スリルは大好きな曲だから、こういうことを言われると本当に悲しい」とも語っているなど、スリルがテーマ曲として使われていることに関して複雑な心境と思われる発言も多い。2017年11月、布袋が『めざましどようび』に出演した際にスリルが江頭の登場曲になっていることについてコメントを求められ、「はじめはどうなのかなと思いましたけどね。困ったことになってるなぁと」「今となれば彼は彼。彼もまた素晴らしい人。ジャンルは違いますけど命かけてますからね」と複雑な心境ながらも江頭を称賛するコメントを残した。しかし、このコメントの後「でも、江頭のテーマではない」と付け加えている。
「エガちゃんねる」では、2021年1月13日配信の動画にて「スリル」を熱唱。また、登場曲として正式な使用許諾をもらうべく布袋に手紙を書き、真剣な口調で朗読した。同年1月29日配信の動画にて、布袋から直筆で返信があったことが報告された。布袋は返信の中で、改めて公認については丁重に否定したものの、「今後、僕はこの曲で君が登場することを苦々しく思ったりはしない」「むしろ、誇らしく思うだろう」と曲の使用は許可し、「これからは『スリル』を僕からのエールだと思って使ってほしい」と江頭を激励した。

### シェイム・オン・ミー
登場曲を使い始めたのは『浅草橋ヤング洋品店』出演時であり、当初の楽曲はワイルドハーツの「シェイム・オン・ミー」（w:Earth vs the Wildhearts）であった。

### CRASH
『『ぷっ』すま』や『アメトーーク!』において奇行を始めた際には蝶野正洋の入場テーマでもあるロイヤル・ハントの「CRASH」がBGMとして流れることも多い。

### 江頭2:50のテーマ
パチンコ「CR江頭2:50」では大当たり中に「大人の事情であの曲（スリル）は使えません」と明示されており、代用として「江頭2:50のテーマ 〜Let's Go! EGASHIRA〜」がギタリスト・TAKUYAによって作曲されている。

## 家族
実父・江頭勝義（2020年没）は佐賀県で江頭酒店を営んでいたが、55歳にしてテレビ初出演。江頭2:45（えがしら にじよんじゅうごふん）の芸名でタレント活動を始めた。60歳にしてきっぱり商売をやめると、趣味と芸能に余生を捧げる人生を送っている。きっかけは江頭の地元にある佐賀県立鳥栖商業高等学校の文化祭への出演依頼が父親の元に来た際、「スケジュールの都合で江頭2:50は来られない」と勝手に断った上、父親自身が文化祭に出演したこと。
かつて裁判形式のバラエティ番組『ウンナンの桜吹雪は知っている』にて江頭が「父親が自分の芸をパクって、勝手に芸能活動をしている」として父親のタレント活動を抑制してほしいと訴え出るも、その後“人権無視の暴言”を連発したために敗訴。なお、江頭2:45は2006年に息子の任期満了に伴う第3代大川興業総裁選に出馬し落選している。その後勝義は息子のYouTubeデビューから程なく死去。高田文夫と松村邦洋がラジオ番組『ラジオビバリー昼ズ』の中で公表した。父方の祖父は江頭政六。

## 出演・作品

### 現在のテレビ出演
- アメトーーク!（テレビ朝日、2003年6月9日 - ）準レギュラー、※不定期出演。
- デガシラのなんとかするぜ!（フジテレビ、2024年05月25日 - ）レギュラー、フジバラナイト枠

#### 過去のテレビ出演
- それゆけ!マーシー（毎日放送、1989年4月9日 - 1990年9月30日）レギュラー。
- お笑いサバイバル（日本テレビ、1990年）男同志としてコンビで出演、※第2回優勝。
- たまにはキンゴロー（フジテレビ、1992年4月13日 - 9月21日）
- 夜鳴き弁天（フジテレビ、1992年10月5日 - 1993年3月15日）- 男同志としてコンビおよびピンで出演。
- 浅草橋ヤング洋品店（テレビ東京、1992年4月14日 - 1996年3月31日・2005年7月10日）- 準レギュラー、「江頭グランブルー」など。
- タモリのボキャブラ天国（フジテレビ、1992年10月14日 - 1996年12月）男同志としてコンビで出演、レギュラー。
- さんまのナンでもダービー（テレビ朝日、1993年4月13日 - 1995年9月26日）男同志としてコンビで出演。
- ピロピロ（フジテレビ、1993年4月-9月）男同志としてコンビで出演、準レギュラー。
- リングの魂（テレビ朝日、1994年4月4日 - 2000年4月1日）
- 金曜モグラネグラ（テレビ東京、1994年10月5日 - 12月25日）
- めちゃ×2モテたいッ!→めちゃ×2イケてるッ!（フジテレビ）
  - めちゃ²モテたいッ!（1996年5月18日 - 9月28日）準レギュラー、「MECHASUKI!」など。
  - めちゃ2イケてるッ!（1996年10月19日 - 2018年3月31日）準レギュラー、「エガちゃんの一言物申す!」「おしえて!エガラップ」など。
- 水上バラエティー・夢の船未来丸（テレビ東京、1996年）男同志としてコンビで出演、レギュラー。
- 森田一義アワー 笑っていいとも!（フジテレビ）
  - 森田一義アワー 笑っていいとも!（1996年10月18日 - 2014年3月12日）金曜日（毎月最終週）レギュラー、その後はゲスト出演。
- たかじんnoどォ!（よみうりテレビ、1997年4月5日 - 1998年3月28日）レギュラー、※ディレクター兼任。
- とんねるずのみなさんのおかげでした（フジテレビ、1997年6月26日 - 2018年2月15日）準レギュラー、「ムダ・ベストテン」など。
- 学校へ行こう! (バラエティー番組)（TBS、1997年10月16日 - 2005年3月15日 ）
- 未来ナース（TBS、1998年4月2日 - 2001年3月27日）
- ロンブー龍（日本テレビ、1998年10月4日 - 2005年3月27日）
- 『ぷっ』すま（テレビ朝日、1998年10月5日 - 2018年3月31日）準レギュラー。
- ヤミツキ（日本テレビ、1999年10月6日 - 2001年3月26日）準レギュラー。
- ダウンタウンのガキの使いやあらへんで!!（日本テレビ、2002年4月28日 - 2012年8月19日）　準レギュラー、「ハイテンション・ザ・ベストテン」など。
  - 笑ってはいけないシリーズ（2007年12月31日 - 2018年12月31日）2010年を除く11回に常連として2018年までゲスト出演。
- 笑いの金メダル（朝日放送・テレビ朝日、2004年4月16日 - 2007年6月24日）準レギュラー、「ペナルティワッキー&江頭2:50」など。
- OKワゴン（テレビ朝日、2018年9月17日・24日）自身初ナレーション[126]。
- お笑いの日2023（TBS、2023年10月8日）

### Web番組（レギュラー出演）

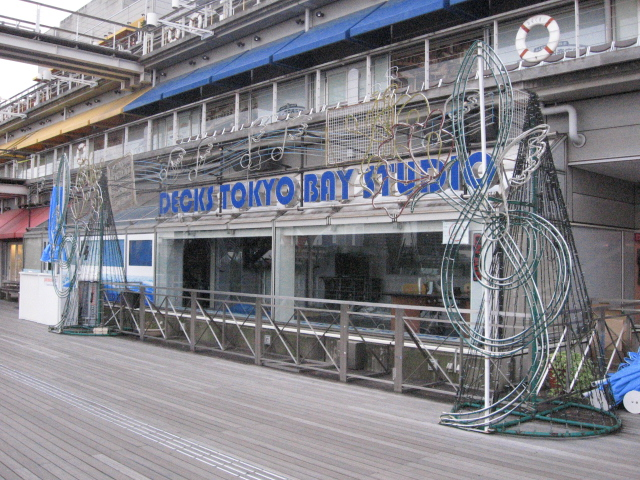
デックス東京ベイスタジオ

#### 過去のWeb番組
- M系タクシー
- Gallop ON LINE（産経新聞社 総合競馬サイト）
- 江頭2:50のピーピーピーするぞ!（TFM+ / Mopal→大川興業、2006年8月17日 - 2020年7月7日）
- がんばれ!エガちゃんピン（BeeTV、全13回）
  - がんばれ!エガちゃんピン2（BeeTV、全12回）
  - がんばれ!エガちゃんピン3（BeeTV、全14回）
  - がんばれ!エガちゃんピン4 MEGA MAX（BeeTV、全14回）
- 江頭2:50が生出演!! 『がんばれ！エガちゃんピン5』DVD発売記念 ニコ生降臨特番（2014/07/11）
- それいけ!エガちゃんマン（ゲオチャンネル、2016年10月 - 12月、全8回）[127]

### パチンコ
- CRA江頭2:50 V99（2011年7月、豊丸産業）
- CR江頭2:50 L159（2011年7月、豊丸産業）
- CR江頭2:50 M312（2011年6月、豊丸産業）
- CR江頭2:50 M312TP（2011年6月、豊丸産業）
- CR江頭2:50 MILD5II（2011年6月、豊丸産業）
- P江頭2:50 in ナナシーLT（2024年10月、豊丸産業）

### 雑誌（レギュラー連載）
- 「映画秘宝」（洋泉社）
- 「週刊アサヒ芸能」（徳間書店）エーガ界に叫ぶ!(終了)
- 「Bubuka Max（コラム・季刊）」（コアマガジン)(終了)
- 「月刊ドンドン」（日本ジャーナル出版）対談毎月7日(終了)

### CM・広告

#### テレビCM・広告
- カネボウフーズ 『シュワシュワガム』『むにょっぴちょちょ』
- ユーリンクス「アラジン（Aladdin）」 - 九州ローカル（並行してラジオCMも担当）[128]（2007年 - ）
2012年度 2本出演（「ストップ飲酒運転」、「月1万円から車乗り放題」）
2010年度 5本出演 (嫉妬編、高ーーく買取!編、連続どーん編、ケーキ入刀編、ケーキカット編）
2008年度 6本出演 (村仲皆美、TOGGYをゲストに迎え、バリエーションが増えたにぎやかなCM集)
2007年度 3本出演
2006年度 3本出演
2005年度 3本出演
- HEP FIVE・FIVE HEP UP BARGAIN 関西限定
2020年新春バーゲンセール
2019年夏バーゲンセール
2019年新春バーゲンセール
2018年夏バーゲンセール
2013年新春バーゲンセール
2012年夏バーゲンセール
2012年新春バーゲンセール
2011年夏バーゲンセール
2011年新春バーゲンセール
2010年夏バーゲンセール
2010年新春バーゲンセール
- 21世紀グループ「CORE21」
2012年度 2本出演（江頭店長物語・恋の予感編、江頭店長物語・部下の悩み編）
- 2012年度 手もみ屋本舗（岡山の有名マッサージ店）
全身で表現編
働く編
- 2011年度 TOYOMARU
CR江頭2:50
- 2011年度 GACKTBee TV
- 2011年度 キャドバリー・ストライド
日本クラフトフーズ（旧:キャドバリー・ジャパン）『進化する猿・追加募集』
日本クラフトフーズ（旧:キャドバリー・ジャパン）『進化する猿・ヤバーランドへ』
日本クラフトフーズ（旧:キャドバリー・ジャパン）『ストライド新CM主役募集』
- 2008年度 ロッテ・トッポ　※長瀬智也と共演
『昔の話・走るのをやめたメロス・NEW・60th・がんばれニッポン!　「メロス」篇』
『昔の話・走るのをやめたメロス・60th・がんばれ!ニッポン!　「メロス」篇』
『昔の話・走るのをやめたメロス　「メロス」篇』
『昔の話・走るのをやめたメロス・NEW　「メロス」篇』
- グリコ乳業「朝食りんごヨーグルト」ナレーション
- ポッカ「まんなかおむすび」
- ユニクロ
- アスキー筆王
- ファミ通ブロス
- センチュリー
- 万代書店 - 山陰ローカル。ジョー・リノイエの楽曲、『SYNCHRONIZED LOVE』に合わせて持ちネタを披露。
- 2002年度 EMIミュージックジャパンSEX MACHINEGUNS
『世直しGOOD VIBRATION/IGNITION』
- 電激倉庫
- 2001年度 フォーサイド.com『For-side』 ※小倉優子と共演
『驚く女性』
- 2000年度 オーツー 
『POWER AP 1800 SERIES』『目的を実現させる』
『POWER AP 1800 SERIES』『誰でも年賀状の達人になれる』
- ツクダオリジナル『スフィア』『黒タイツ男と子供・びっくりスフィア』
- 丸信商事「パチンコマンモス」（2010年代） - 山陰ローカル
- マルサングループ「ゴーゴーマルサン」（2010年） - 愛媛県ローカル（パチンコ店）
- ビクトリア観光「パチンコ&スロット ビクトリア」（2012年） - 北海道ローカル
- マルカ「新台専門マルカ」（2015年） - 関西ローカル（パチンコ店）
- セントラル「パチンココンコルド」・「パチンコMEGAコンコルド」（ともに2016年 - ） - 東海3県ローカル
- XFLAG「モンスターストライク」（2017年）
- セガ 紹介動画（2020年）[129]
- CTW「ビビッドアーミー」（2020年）
- SOELU「おうちエガ」（2021年）[130]
- SKY SOCIAL アプリ「みせとく！」（2022年） - 広島県ローカル[131]
- 代々木アニメーション学院（2022年）
- 赤城乳業
  - 「ガツン、とみかん」（2022年 - ）[132]
  - 「ガツン、とアップルパイ」（2024年 - ）[133]
- サントリー食品インターナショナル「GREEN DA・KA・RA やさしい麦茶」やさしい無声エガ（映画）篇（2022年）[134]
- ネオジャパン「desknet's NEO『まるごと業務改善』編」（2022年 - ）[135]
- 協和「Zワイドループ364」（2023年7月 - ）※シークレット出演
- ガロア「ギガバイト」（2025年）[136]
- オプテージ「mineo『マイピタキャンペーン特化篇』」（2025年）※WebCM[137]

#### ラジオCM
- ツーカーセルラー
- ナムコ「鉄拳2」（プレイステーション用ソフト）

### LINEスタンプ
- 『江頭2:50がっペリアル！絶叫スタンプ』(2014年5月29日発売)
- 『がっぺ動く！江頭2:50』(2015年3月26日発売）
- 『がっっぺ叫ぶ！江頭2:50』（2015年10月1日発売）
- 『江頭2:50がっっぺ応援！』（2016年4月14日発売）
- 『江頭2:50Bigスタンプ』（2019年11月21日発売）
- 『エガちゃんねる』（2020年5月23日発売）

### 携帯アプリ
- 『江頭2:50だから“エガチャ” 〜オマエの携帯をオレ色に染めるぜ！！』
- 『江頭ぴょんぴょん 〜あ、バイトの時間だ！〜』
- 『ジャマカム!〜江頭ジャマだカメラ〜』
- 『江頭2:50の オレが時計だ』
- 『江頭2:50の オレが時計だ LITE』
- 『江頭2:50の オレが時計だ LIVE』
- 『江頭2:50の名言』
- 『江頭2:50名言集』
- 『VS江頭』
- 『江頭2:50 自叙伝「エガ伝」(レンタル版）』
- 『江頭にょきにょき』
- 『江頭★アラーム』
- 『江頭2:50の占い伝説』
- 『江頭2:50のお前に一言!』 （きせかえ）
- 『江頭2:50の 大人のあいうえお 〜二匹目のドジョウ〜』
- 『江頭2:50の オレが着信音 壁紙付 〜三度目の正直〜』
- 『うまい棒をつくろう!』（80万ダウンロード友情出演）
- 『江頭2:50のピーピーピーするぞ！』
- 『江頭2:50のピーピーピーするぞ！電子ブック1』
- 『江頭うじゃうじゃ 〜江頭2:50日本侵略計画の巻〜』

### DVD
『江頭2:50のピーピーピーするぞ!』（アミューズソフトエンタテインメント）（オデッサ・エンタテインメント）
- 江頭2:50のピーピーピーするぞ! 始末書覚悟の逆修正バージョン（2008年8月22日）
- 江頭2:50のピーピーピーするぞ!2 逆修正バージョン〜ノークレーム・ノーリターン〜（2008年12月26日）
- 江頭2:50のピーピーピーするぞ!3 引くに引けない逆修正バージョン（2009年4月24日）
- 江頭2:50のピーピーピーするぞ!4 逆修正バージョン〜アウト・オブ・コントロール〜（2009年11月27日）
- 江頭2:50のピーピーピーするぞ!5 またもや懲りずに逆修正バージョン（2010年5月28日）
- 江頭2:50のピーピーピーするぞ!6 逆修正バージョン〜お台場暴言王〜（2010年11月26日）
- 江頭2:50のピーピーピーするぞ!7 どこまで行くの逆修正バージョン（2011年9月22日）
- 江頭2:50のピーピーピーするぞ!8 逆修正バージョン〜お台場人民狂和国〜（2013年5月22日）
- 江頭2:50のピーピーピーするぞ!9 逆修正バージョン〜一発レッドカード〜（2014年5月23日）
- 江頭2:50のピーピーピーするぞ!10 逆修正バージョン〜エガ・ザ・レジェンド〜（2015年6月2日）
- 江頭2:50のピーピーピーするぞ!11 逆修正バージョン〜変態世界新記録〜（2016年6月30日）
- 江頭2:50のピーピーピーするぞ! ■10周年記念スペシャルライブ!（2017年2月2日）
- 江頭2:50のピーピーピーするぞ!12 逆修正バージョン〜エガ・ザ・フェニックス（2018年12月4日）

『がんばれ!エガちゃんピン』（エイベックス・エンタテインメント）
- 江頭2:50のがんばれ!エガちゃんピン（2010年12月1日）
- 江頭2:50のがんばれ!エガちゃんピン2 今度は戦争だ!!（2011年7月8日）
- 江頭2:50のがんばれ!エガちゃんピン3 人間ってスゴいんです!!（2012年1月25日）
- 江頭2:50のがんばれ!エガちゃんピン4 MEGA-MAX（2012年10月26日）
- がんばれ！エガちゃんピン5 アルティメット（2014年7月4日）

『それいけ! エガちゃんマン』（オデッサ・エンタテインメント）
- それいけ! エガちゃんマン VOL.1（2017年6月2日）
- それいけ! エガちゃんマン VOL.2（2017年7月4日）

その他出演作品
- 金なら返せん!（有限会社マグネット/株式会社トーン）2007年10月1日
- ハッスル 注入DVD 9（ユニバーサル・ピクチャーズ・ジャパン）2007年8月9日
- M系タクシー（ビデオメーカー）2006年5月26日
- THIS IS LOFT/PLUS ONE~ロフトプラスワン10周年記念映像集~（J.V.D.）2005年8月12日
- 浅草橋ヤング洋品店 魂の在庫一掃大セール DVD-BOX（ジェネオン エンタテインメント）2005年6月24日
- マネーざんす（hachama）2002年2月20日

### ケータイサイト
- 「190円お笑いTV」 動画
- 「LOVE TALK」着ボイス
- スマッシュモーション（毎月1日更新）
- 「メロディコール」
- 「ぐるメロボイス」
- 「オリコン」着ボイス「笑イマSHOW」
- 目覚ましフラッシュ
- 「唄う!直営CM♪EXPRESS」
- がんばれ!エガちゃんピン BeeTV（ケータイ放送2010年6月〜）

### ラジオ出演
- ニッポン放送 浅草キッドの奇跡を呼ぶラジオ（土夜11:30〜）
- ニッポン放送 ラジオビバリー昼ズ〜とんでもない遭遇〜
- TBSラジオ 岸谷五朗の東京RADIO CLUB 江頭2:50のニコニコ花電車
- TBSラジオ ストリーム
- 紗倉まなとニューヨークのマジックミラーナイト（2022年3月20日、文化放送）

### 映画
- 『金なら返せん！』（1994年、原作：大川豊） - 主演・田中良男(サラリーマン)
- 『お金センター』（2001年、野沢直子監督作品）主演[6]
- 『東京オンリーピック』（2008年、真島理一郎監督によるオムニバス映画）「開会式」

### 舞台
- シャングリラ騎士団 『イエローサブマリン』（東京・大阪・名古屋）
- 自転車キンクリートプロデュース公演 『トランクス』 ゲスト出演

### 書籍

#### 著作
- 『江頭2:50の「エィガ批評宣言」』扶桑社、2007年12月。ISBN 9784594054786。
- 『エガヨガ』自由国民社、2013年4月。ISBN 9784426115555。
- 『たのしいエガこうさく』自由国民社、2015年8月。ISBN 9784426118778。
- 『使える日めくり まいにち、エガ！』自由国民社、2015年12月。ISBN 9784426120238。
- 『エガちゃんまるごとシールブック 貼って貼って貼りまくれ！』自由国民社、2016年12月。ISBN 9784426121938。
- 『江頭2:50のパニック・イン・エィガ館』洋泉社〈映画秘宝COLLECTION〉、2016年12月。ISBN 9784800311108。[78]

#### 電子書籍
- 『江頭2:50 自叙伝「エガ伝」』（Androidアプリ）[138]

#### 関連書籍
- 『若手お笑いタレントの部屋 地の巻』同文書院、1998年3月。ISBN 9784810374827。
- 『若手お笑い芸人攻略読本』篠崎美緒インタビュー、ゼスト、1998年3月。ISBN 9784883770786。
- 『Mr.ビジョアル系』ホーム社、1999年6月。ISBN 9784834252033。
- イノマー『ドーテー島』たかだ書房、2002年11月。ISBN 9784990143909。
- 倉田真由美、渡辺洋香『くらたま＆ヨーコの恋愛道場 教えて10人の勇者たち！』白夜書房、2004年3月。ISBN 9784893679215。
- イノマー『恋のチンチンマンマン』たかだ書房、2004年4月。ISBN 9784845610679。
- 『hon-nin』 vol.05、太田出版、2007年12月。ISBN 9784778310981。
- 『笑論 ニッポンお笑い進化論』須田泰成監修、バジリコ、2008年5月。ISBN 9784862380913。
- 笑芸人 編『高田文夫のラジオビバリー昼ズ そんなこんなで20年』ニッポン放送監修、白夜書房、2008年7月。ISBN 9784861914256。
- 松田健次『テレビの笑いをすべて記憶にとどめたい 笑TV爆笑シーン採録2006-2008』白夜書房、2008年9月。ISBN 9784861914461。
- 『心がラクになる後ろ向き名言100選 ニーチェから江頭2:50まで！』鉄人社、2010年7月。ISBN 9784904676073。
- 『落としたい!! 使えるiPhone4アプリ厳選集 iPhoneユーザーに贈る究極のアプリガイド』三才ブックス〈三才ムック vol.359〉、2011年2月。ISBN 9784861993244。
- 藤野義明『エガちゃんねる革命』宝島社、2022年2月。ISBN 9784299025142。

#### 写真集
- 『写真本1 2 3 4 5 6 7 8 9 10 11 12 13 14 15 16 17 18 19 20 21 22 23 24』日経BPコンサルティング、2011年3月。ISBN 9784901823661。

### CD
- 男同志『a・ナルシズム』（キャプテンレコード） 1991年4月4日発売

（偶然にも「ピーピーピーするぞ」のMCを務める早川亜希のデビューシングル「男に咲く花」の発売日と同日である）

### Music Video
- 大田クルーと温水洋一『マハラジャスーパースター』
- CR江頭2:50 豊丸産業

### テレビアニメ
- イッパツ危機娘 - 実写出演（第1話）
- サザエさん - 本人役（2015年7月26日放送）

### ゲーム
- 『カンフー パニック』 Xbox（声の出演）
- 『ファンタジーアース ゼロ』 MMO（ミニゲーム）
- 『エガポン』 PSP『パタポン3』とのコラボレーション

### 玩具
- CRA江頭2:50 V99（玉1,000個セット）家庭で遊べるパチンコ実機
- 江頭2:50つむつむ （エンスカイ）
- パツパツタイツセット【パーティグッズ】
- 江頭2:50 縫製クリーナーストラップ
- 【江頭2:50】 リフレクター
- 【江頭2:50】ディスプレイシートiPhone4 4S
- 江頭2:50ラバーマスコット〜八ッ橋
- 江頭2:50ラバーマスコット〜舞妓〜
- 江頭2:50ラバーマスコット〜新選組〜
- 沖縄限定妖怪江頭2:50　ラバーマスコットストラップ沖縄琉装
- 沖縄限定妖怪江頭2:50★ラバーマスコットストラップ沖縄シーサー
- 江頭2:50ストラップ DX 全7種 イヤフォンジャック付 スマホストラップ
- 江頭2:50エガちゃん伝説　空中浮遊　ボンボンボール
- CR江頭2:50 お前に一言物申す（豊丸産業） 全3種類のボイス入りストラップ
- 日本の偉人 サウンドフィギュアコレクション 江頭2:50 ブロンズ像風&石膏像風（タイトー）
- HAOコレクション X DIVE HOD Vol.2: 江頭2:50 完成品フィギュア
- 江頭2:50 ポストカード 天使＆悪魔 （テリーファンクプロダクツ）
- 江頭2:50 ポストカード いろんなシチュエーションで、エガちゃん大増殖!（テリーファンクプロダクツ）
- 江頭2:50 ポスター（テリーファンクプロダクツ）全4種類
- 江頭2:50 2011年カレンダー（テリーファンクプロダクツ）
- 江頭2:50 メモ帳（テリーファンクプロダクツ）
- 江頭2:50 飛び出すカード 全4種類（テリーファンクプロダクツ）
- 江頭2:50 年賀状（テリーファンクプロダクツ）
- 江頭2:50 ストラップ（奇譚クラブ）全7種類
- 江頭2:50　四十八変化コレクション（divetoys）
- figmaNo.177: 江頭2:50 完成品アクションフィギュア（グッドスマイルカンパニー/FREEing）

### 飲料水
- エガビタミンC（株式会社フォリアル）
- えが茶ん緑茶（株式会社アプリス）
- えが茶ん烏龍茶（株式会社アプリス）
- えが茶ん黒豆茶（株式会社アプリス）

### 衣類
- 江頭2:50 Tシャツ　全9種類 - 大川豊興業の公式サイトで販売
- PUNK DRUNKERS×江頭2:50/EGA.TEE - パンクドランカーズとのコラボ企画
- デザイナーズTシャツ 江頭2:50シリーズ 全20種類 （テリーファンプロダクツ）
- 脅威のお笑いモンスター江頭2:50 お笑いキャラクターTシャツお前に一言もの申す!

### バッグ
- 江頭2:50 エコバッグ（テリーファンクプロダクツ）

## 受賞歴
オリコンランキング
- DVD（総合）最高位19位（江頭2:50のピーピーピーするぞ!）オリコン登場回数18回
- 好きなYoutuberランキング
  - 第3回 1位 2021年2月26日[84]
  - 第4回 1位 2022年2月25日発表[85]
  - 第5回 2位 2023年2月24日発表[86]

iPhoneアプリ「江頭2:50 のオレが時計だ」
- iTunes Appstore 総合(有料App)ランキング第1位

LINE公式スタンプ江頭2:50
- LINEスタンプランキング第1位 （2014年6月）

Amazon figma江頭2:50 ABS&PBC製塗装済み可動フィギュア
- ベストセラー商品ランキング第2位

Amazon 書籍『エガヨガ』
- ベストセラー商品ランキング（「ヨガ・ピラティス」カテゴリ）第1位

オリコンスタイル
改めて“行動力”があると感じた著名人ランキング第1位
シネマトゥデイ
- エンタメ界のイケメン総選挙（2012年）第1位

P-WORLD 全国パチンコ-パチスロ機種情報
- パチンコ「CR江頭2:50 M312TP」全国パチンコ機種・人気投票ランキング最高第8位

CD 「a・ナルシズム」
- インディーズ有線部門第3位 (男同志)

雑誌 『日経エンタテイメント』 嫌いな芸人ランキング
- 2002年 - 2010年、2014年 - 2015年 第1位

雑誌 『日経エンタテイメント』 好きな芸人ランキング
- 2014年 第7位

雑誌 『anan』 嫌いな男ランキング　
- 2000、2006 - 2008年 第1位
- 第3回 好きなYoutuberランキング 第1位